# Nephoptera bienkoi
Nephoptera bienkoi är en insektsart som beskrevs av David R. Ragge 1959. Nephoptera bienkoi ingår i släktet Nephoptera och familjen vårtbitare.

## Underarter
Arten delas in i följande underarter:
- N. b. bienkoi
- N. b. afghana